# Das schnelle Geld – Die Nick-Leeson-Story
Das schnelle Geld – Die Nick-Leeson-Story ist ein britischer Kinofilm aus dem Jahr 1999, der von den Börsengeschäften von Nick Leeson und der dadurch ausgelösten Insolvenz der Barings Bank handelt. Hauptdarsteller sind Ewan McGregor und Anna Friel. Der Film basiert auf dem Buch Rogue Trader von Nick Leeson.

## Handlung
Nick Leeson arbeitet in London als Sachbearbeiter für die renommierte Barings Bank. Er wird nach Jakarta versetzt, wo er seine spätere Frau Lisa kennenlernt, die ebenfalls für Barings tätig ist. Danach wird er zum General Manager der Barings Securities Niederlassung in Singapur befördert, mit der Zuständigkeit für die Einstellung von Händlern und die Abwicklung und Kontrolle der Handelsgeschäfte. Leeson wird schließlich Wertpapierhändler an der  SIMEX (Singapore Monetary Exchange), womit für ihn ein langgehegter Traum in Erfüllung geht.
Als Händler übt er Aufträge für Kunden aus und führt, von der Bank genehmigt, risikolose Arbitragegeschäfte durch. Als eine seiner Mitarbeiterinnen einen Fehler begeht, steht er vor der Wahl, sie zu entlassen oder den Verlust anderweitig auszugleichen.
Nick Leeson entscheidet sich, unautorisiert zu spekulieren. Seine Verluste verbucht er auf das geheime Konto 88888, die (fiktiven) Gewinne erhält die Bank. Aufgrund seiner scheinbaren Erfolge steigt er bald zum Startrader auf. Seine Position innerhalb von Barings wird unangreifbar. Nachfragen aus der Zentrale befriedigt er durch aufwändige Ausreden. Mit gefälschten Dokumenten täuscht er Geschäftsbeziehungen zu Dritten vor, in deren Auftrag er die Spekulationsgeschäfte angeblich durchführt.
Von kurzen Zwischenphasen abgesehen verliert Leeson mit seinen Spekulationen von Anfang an Geld. Die Verluste auf dem verborgenen Konto werden immer höher. Leeson versucht, die aufgelaufenen Verluste durch immer waghalsigere Spekulationen auszugleichen und fällt in seiner Freizeit zunehmend durch maßlosen Alkoholkonsum und durch Pöbeleien auf. Nachdem er mehreren Stewardessen in einer Bar sein nacktes Hinterteil gezeigt hat, wird Leeson wegen „unsittlicher Selbstentblößung“ zu einer Geldstrafe verurteilt.
Nach dem Erdbeben von Kōbe im Jahr 1995 und dem darauffolgenden Absturz des Nikkei erhöht sich der Fehlbetrag auf etwa 400 Millionen britische Pfund. Leeson setzt schließlich alles auf eine Karte und versucht durch äußerst risikoreiche Spekulationen, das Ruder herumzureißen. Vergeblich – die Verluste steigen innerhalb weniger Wochen dramatisch an, erreichen schließlich 825 Millionen Pfund Sterling und haben wenig später den Zusammenbruch der Barings Bank zur Folge.
Leeson flüchtet mit seiner Frau nach Frankfurt, um einer Inhaftierung in Singapur zu entgehen. Er wird am Frankfurter Flughafen verhaftet und an Singapur ausgeliefert, wo er wenig später zu sechseinhalb Jahren Gefängnis wegen Urkundenfälschung, Untreue und Betrugs verurteilt wird. Nach einer Krebsdiagnose wird Leeson nach viereinhalb Jahren Haft vorzeitig entlassen.

## Kritiken
Das Lexikon des internationalen Films lobt neben dem „ausgezeichneten“ Hauptdarsteller auch den Ansatz des Films, der „dem schwer verständlichen Börsenstoff mit viel Tempo zu Leibe rückt“. Trotzdem trage der Film „wenig Erhellendes“ zu der Finanzaffäre bei und komme insgesamt „über solides Mittelmaß nicht hinaus.“
Die Deutsche Film- und Medienbewertung (FBW) in Wiesbaden verlieh dem Film das „Prädikat wertvoll“.
Im Gutachten der Jury zum Film heißt es: „Ausgeprägt filmische Mittel kommen sparsam zum Einsatz, etwa als Ewan McGregor (als Nick Leeson) kurz davon phantasiert, einfach die Wahrheit zu sagen und seine Vorgesetzten sich darauf beim Hummeressen übergeben. Wenig nur läßt sich über Personen und Motivationen erfahren, auch der Geldkreislauf bleibt eher rätselhaft. Manche Dialoge haben den rein didaktischen Zweck, gewisse Börsengrundkenntnisse zu vermitteln. Der Druck clever sein zu müssen und das hochstaplerische Element des Geldhandels aber lassen den Film als Zockergeschichte  funktionieren.“